# Guineu voladora de l'illa Rodrigues
La guineu voladora de l'illa Rodrigues (Pteropus rodricensis) és una espècie de ratpenat de la família dels pteropòdids. És endèmica de l'illa Rodrigues (Maurici). El seu hàbitat natural són els boscos primaris i secundaris. Està amenaçada per la desforestació i els fenòmens meteorològics extrems.